# Guglielma de Milan

Armoiries de la dynastie Premyslid

Guglielma de Milan ou Guglielma de Bohême (parfois Guillemette, Guillemine ou encore Wilhelmine), peut-être née en Bohême vers 1210, morte à Milan le 24 août 1281, était une mystique chrétienne qui s'installa à Milan entre 1260 et 1271. D'abord révérée comme sainte femme par un groupe de dévôts et de dévotes milanais, elle fut déclarée hérétique de manière posthume et ses disciples, les guillelmites, qui la voyaient comme l'incarnation féminine de l'Esprit Saint, furent exterminés par l'Inquisition catholique, laquelle exhuma aussi ses restes pour les brûler et détruisit son tombeau au monastère cistercien de Chiaravalle.
Certains chercheurs voient dans Guglielma et ses disciples un courant féministe au sein du christianisme. On préfère aujourd'hui la nommer Guglielma de Milan plutôt que Guglielma de Bohême comme on l'a longtemps fait, car l'origine bohémienne du personnage, attestée seulement par de brèves mentions dans le procès des guillelmites tenu en 1300, n'est pas assurée.

## Biographie
L'histoire particulièrement originale de Guglielma fait l'objet de controverses dont l'enjeu est la portée du personnage, certains chercheurs la réduisant à la sphère de la dévotion populaire et d'autres lui accordant une influence plus large. 
Guglielma de Bohême, que l'historiographie a parfois considérée, sans preuve, comme la fille du roi de Bohême Ottokar Ier et la sœur d'Agnès de Bohême, correspondante de Claire d'Assise, s'installe à Milan vers 1260. Elle était proche des cisterciens de Chiaravalle Milanese et sera d'ailleurs enterrée dans leur cimetière vers la fin du XIIIe siècle. Elle connut un certain succès parmi les Umiliati, en annonçant la fin des temps et faisant de son être féminin un signe de salut pour le monde.

## Influence
Un groupe de disciples composé de femmes et d’hommes à Milan, les guillelmites, voyait en Guillemette l’incarnation féminine de l’Esprit Saint et développa un culte dont la hiérarchie était essentiellement féminine. Sa grande popularité la fit envisager pour la canonisation mais le culte que lui rendaient ses disciples attira l'attention des dominicains de l'Inquisition. 
Il en résultera l'extermination de cette Église naissante au début du XIVe siècle :  vers 1300 trente de ces disciples, originaires de familles notables de Milan, furent inculpés par l'Inquisition. On trouve parmi eux le théologien Andrea Saramita, qui soutenait les thèses de Joachim de Flore, et Maifreda da Pirovano, une Humiliée, cousine de Matteo Visconti, qui aurait été proclamée papesse par Guglielma et fut accusée d'avoir nommé des cardinaux-femmes, d'avoir prêché, distribué l'eucharistie ainsi que de s'être « fait baiser les mains et les pieds ». Il lui sera reproché, en outre, d'avoir dit la messe au nom de Guglielma et d'avoir rédigé ou fait rédiger un nouvel Évangile.
Andrea Saramita et Maifreda da Pirovano seront tous deux brûlés en 1300 avec quelques autres. Pour éradiquer le culte, les inquisiteurs démantèlent alors la tombe de Guglielma, détruisent ses images et les textes de ses sectateurs, brûlent sa dépouille et dispersent ses cendres, vouant sa mémoire à la damnation. Il semble toutefois que le culte populaire de la sainte soit resté vivace dans certaines régions d'Italie puisqu'on en trouve encore la trace à Brunate.
Cette hérésie médiévale s'inscrit dans un plus vaste mouvement de la chrétienté européenne auquel prennent part les courants du Libre Esprit ou des béguines que l'on identifie parfois à une aspiration des femmes au sacerdoce mais qui correspond, en tout cas, à un mouvement de pensée et de réforme du fait des laïcs et des femmes, mouvement « qui se présente avec les caractéristiques d’une philosophie pratique et qui poussait la société chrétienne vers de nouvelles frontières correspondant à l’esprit de liberté en train de naître et de se former dans les villes. »